# Pianale FGA Compact

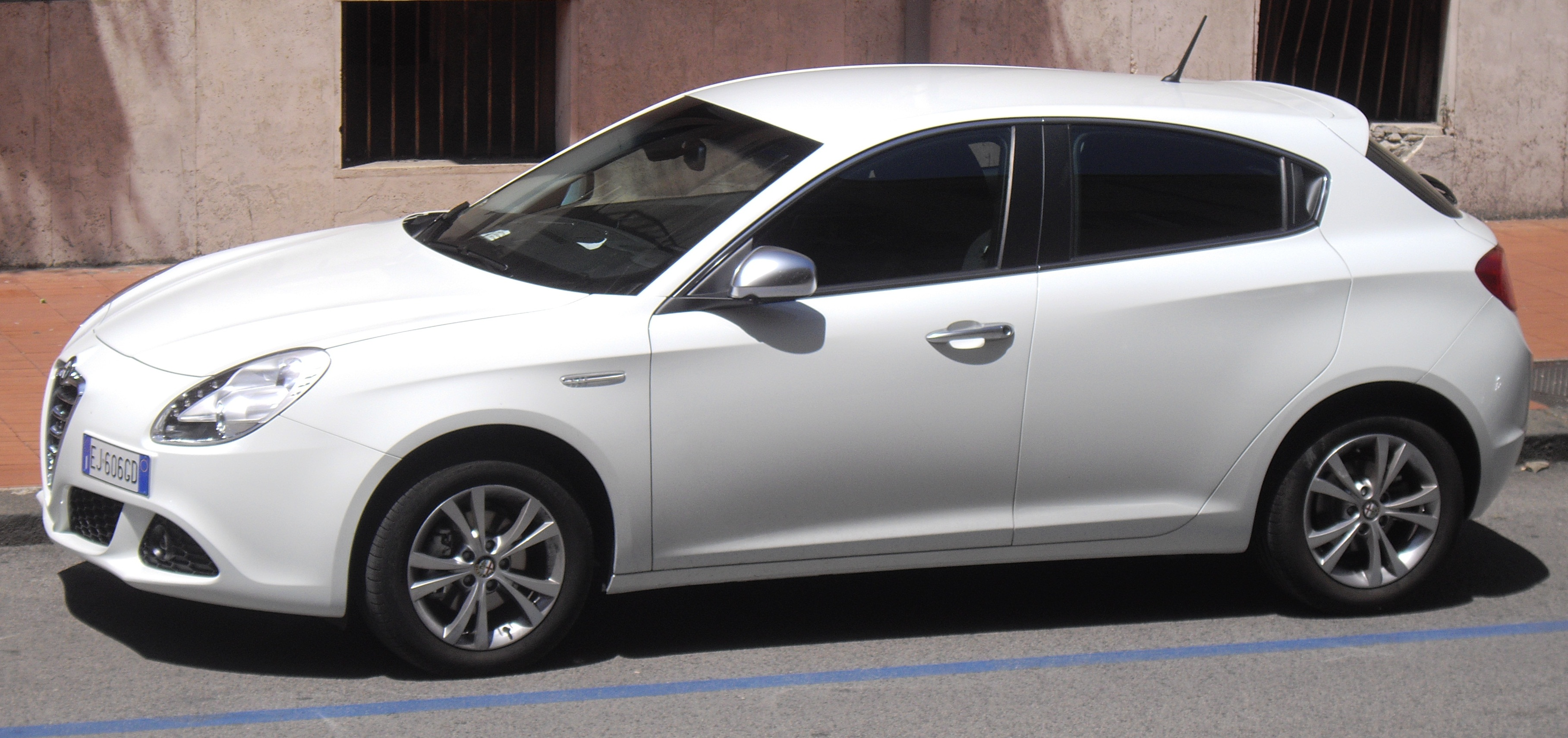
L'Alfa Romeo Giulietta, vettura che ha portato al debutto il pianale Compact

Il pianale Compact è una piattaforma sviluppata originariamente dall'azienda italiana Fiat Group Automobiles, e poi dalla italo-statunitense Fiat Chrysler Automobiles, per vetture di classe media e medio-alta destinata a gran parte dei modelli del gruppo Fiat-Chrysler. Pensato per essere declinato in diverse versioni, si tratta del pianale più importante, a livello strategico, dell'alleanza fra le due case automobilistiche poiché destinato ad accogliere gran parte dei modelli dei sei marchi più produttivi del gruppo.
Il pianale è stato spesso chiamato erroneamente C-Evo dalla stampa del settore, soprattutto prima del suo debutto, poiché si credeva che il Compact fosse un'evoluzione del pianale Fiat C; si tratta invece di una nuova piattaforma completamente riprogettata.

## Contesto
La necessità di creare un nuovo pianale su cui basare le future vetture medie iniziò a farsi sentire all'interno del gruppo automobilistico italiano sin dalla metà degli anni 2000. Essa non era particolarmente avvertita anche grazie all'efficienza del pianale C, che si è dimostrato più che sufficiente anche per i modelli di nuova generazione, bensì per la volontà del gruppo di standardizzare e ridurre il numero di piattaforme distribuite fra i vari modelli. Inoltre era necessario creare un erede al pianale dell'Alfa Romeo 147, nonché creare una piattaforma di nuova generazione e concezione: un pianale modulare e modificabile in grado di adattarsi a diverse tipologie di veicolo, disposizione dei motori, della trazione e anche a sensibili variazioni di dimensioni, soprattutto nel passo. Da un punto di vista gestionale il movente principale, quindi, era più di tipo strategico: tuttavia dovendo andare a creare un pianale dalle alte capacità dinamiche e dalla massima raffinatezza (essendo destinato anche a vetture Alfa Romeo e Lancia), alle necessità strategiche si aggiunsero quelle di prodotto e per tale motivo lo sviluppo della piattaforma viene affidata ai tecnici Alfa Romeo. Fa la sua prima apparizione nel 2010 sul modello Giulietta, dove riceve l'attenzione di tutta la stampa internazionale ricevendo molte lodi proprio per la raffinatezza dello chassis e il comportamento su strada. Oltre a sostituire il pianale Fiat C e il pianale dell'Alfa 156/147/GT, il Compact raccoglie l'eredità anche del pianale Chrysler JS.

## La piattaforma nel dettaglio
La piattaforma Compact è la terza, dopo la Mini e la Small, delle cinque piattaforme moderne FGA (se si includono la Economy e la LCV) a essere pensata per una totale modularità e, rispetto alle prime due, il livello di efficienza e versatilità è estremamente migliorato, tanto da creare un vero e proprio punto di rottura con le precedenti soluzioni; la grande versatilità della piattaforma, infatti, permette di ridurre l'uso di pianali diversi per tot veicoli (dagli 11 del 2010 a 5 nel 2014). Con tale soluzione, rispetto al 2006, vengono ridotti del 65% i costi di sviluppo, del 35% i costi d'investimento e del 6% la variabilità dei costi. La piattaforma è concepita per coprire una produzione di 1,2 milioni di vetture l'anno.

### Strategia e modularità di progetto
Il pianale Compact è stato pensato per essere declinato in diverse varianti, anche sensibilmente diverse fra loro. Questo è reso possibile grazie alla modularità del pianale stesso, ovvero dalla possibilità di sostituire dei moduli (o parti) con altri, al fine di ottenere moltissime combinazioni senza riprogettare l'intera struttura. Si tratta di un'evoluzione tecnologica per il settore automobilistico, resa necessaria dai sempre più alti costi di sviluppo. Mentre in passato si tendeva a basare più veicoli nello stesso pianale (la Fiat ha iniziato questa strategia già dagl'anni settanta, come per esempio il progetto della Fiat Ritmo che raggiunge ancora più maturazione con la Fiat Tipo il cui pianale fu utilizzato per ben sette vetture fra i tre marchi del gruppo) con il pianale compact si tende ad annullare i vincoli di adattamento, andando a modificare il pianale in vista di un determinato veicolo o classe di veicoli, e non adattare questi ultimi a un pianale già esistente. La strategia quindi permette una notevole versatilità della piattaforma, riduzione dei costi e la possibilità di basare molti veicoli, anche sensibilmente diversi fra loro su una piattaforma comune all'origine. Per questo motivo il pianale Compact è stato subito ideato per fare da base ad almeno undici modelli (non dichiarati nel dettaglio), dal momento della sua concezione fino al 2014, più ulteriori qualora le gamme dei sei marchi interessati (Fiat, Lancia, Alfa Romeo, Jeep, Chrysler e Dodge) dovessero allargarsi nelle classi medie e medio-alte. Un interessante progetto (le cui idee vennero appunto riprese per i pianali Tipo 4 delle varie Fiat Croma, Lancia Thema, Saab 9000 e Alfa Romeo 164, e per il Tipo 2 appunto debuttato con la Fiat Tipo e utilizzato per una moltitudine di modelli durante gli anni '90) realizzato da Renzo Piano per l'istituto I.De.A insieme a Fiat, aveva già, all'inizio degli anni ottanta, concepito l'evoluzione dei pianali automobilistici in questo senso, ovvero liberarsi dai vincoli dettati dai componenti meccanici al fine di realizzare vetture con la stessa struttura ma molto diverse fra loro. Il progetto, conosciuto come Fiat VSS non prevedeva però una soluzione modulare, bensì una struttura autoportante libera dai componenti meccanici interni.

### Caratteristiche
La struttura della piattaforma è fondamentalmente divisa in tre gruppi di parti:
- parti comuni: pezzi fissi, non sostituibili
- parti modulari: strutture modificabili
- parti intercambiabili: componenti sostituibili

Grazie a uno studio delle diverse tipologie di parti la piattaforma è facilmente modificabile in larghezza, lunghezza e passo e carreggiata solo intervenendo nei pezzi interessati senza intaccare il resto del pianale. Il pianale è stato completamente riprogettato in quasi tutta la sua totalità, salvo le due pedane centrali delle quali però alcuni particolari sono stati sostituiti con altri geometricamente simili ma differenti nei materiali. Nuove quindi tutte le altre parti: la struttura anteriore con terza linea di carico, la zona centrale laterale e il pavimento posteriore per accogliere la sospensione Multilink. I componenti intercambiabili, non facenti parte del telaio ma annessi alla piattaforma sono stati tutti riprogettati.

#### Caratteristiche specifiche
Il pianale, nello specifico, è così costituito (i dati si riferiscono al pianale pensato per il modello Alfa Romeo Giulietta, mentre i modelli futuri hanno visto una modifica di questi dati):
- 84% HSS + UHSS: acciai stampati a caldo alto resistenziali e ultra-alto resistenziali
- 7% acciai formati a caldo.
- 3,7% alluminio
- 2,3% xenoy: materiale polimerico ad alte capacità di assorbimento di energia formato da polietilene tereftalato e polibutilentereftalato
- 3% acciai dolci a basso contenuto di carbonio

A questa costituzione vanno aggiunti altri componenti realizzati in alluminio, magnesio, resine e polimeri termoplastici in sostituzione del classico acciaio.

La situazione è completamente cambiata rispetto, per esempio, al pianale Fiat C che era costituito da un 35% di acciai dolci a basso contenuto di carbonio (e quindi poco pregiati) totale assenza di materiali alternativi all'acciaio, come per esempio alluminio, magnesio e polimeri, assenza di acciai formati a caldo e quindi il restante 65% era costituito da acciai HSS e UHSS. Va anche sottolineato che non sono solo i materiali a portare netti miglioramenti nelle prestazioni del pianale, estrema importanza è anche data dalle nuove soluzioni produttive e dalle nuove architetture utilizzate per i vari pezzi della piattaforma; il massimo delle prestazioni si ottiene infatti con l'unione di entrambe le soluzioni: un esempio è la traversa della sottoplancia che mentre prima era realizzata in acciaio con una struttura in staffe saldate e tubi piegati, ora è un elemento unico in magnesio pressocolato ad alta pressione, il risultato è un componente più performante e più leggero del 35%.

### La diversificazione
La famiglia di pianali, iniziata con quello "base" (definito semplicemente "Compact" e punto di partenza per tutta la famiglia nonché fulcro tecnologico della strategia di diversificazione) utilizzato per la Giulietta, è destinato ad assumere diverse varianti, almeno tre (oltre la base) secondo i piani di business resi pubblici durante la conferenza con gli investitori tenutasi nel dicembre 2010 (successivamente confermati nel gennaio 2012), dalla FGA. Queste quattro versioni, come già accennato, sono destinate a coprire undici modelli di sei diversi marchi. Ad agosto 2012 delle quattro ne sono state realizzate due, oltre la base sviluppata dai tecnici Alfa Romeo, nel 2012 esordisce la variante CUSW (Compact US Wide), sviluppata da FCA insieme ai tecnici statunitensi Chrysler e apparsa per la prima volta nei modelli Dodge Dart e Fiat Viaggio. Sono in sviluppo le ultime due varianti, quella concepita per i modelli fuoristrada e SUV compatti e quella concepita per le vetture medio alte di tipo berlina a tre volumi. Di seguito vengono elencate le quattro versioni.

#### Compact
Pensato per supportare lo sviluppo di tutte le berline medie a due volumi di Fiat Group Automobiles, è stato successivamente esteso a tutte le berline di tale tipo del gruppo Fiat-Chrysler.
Vetture che usano questo pianale
- Alfa Romeo Giulietta (2010)

#### CUSW

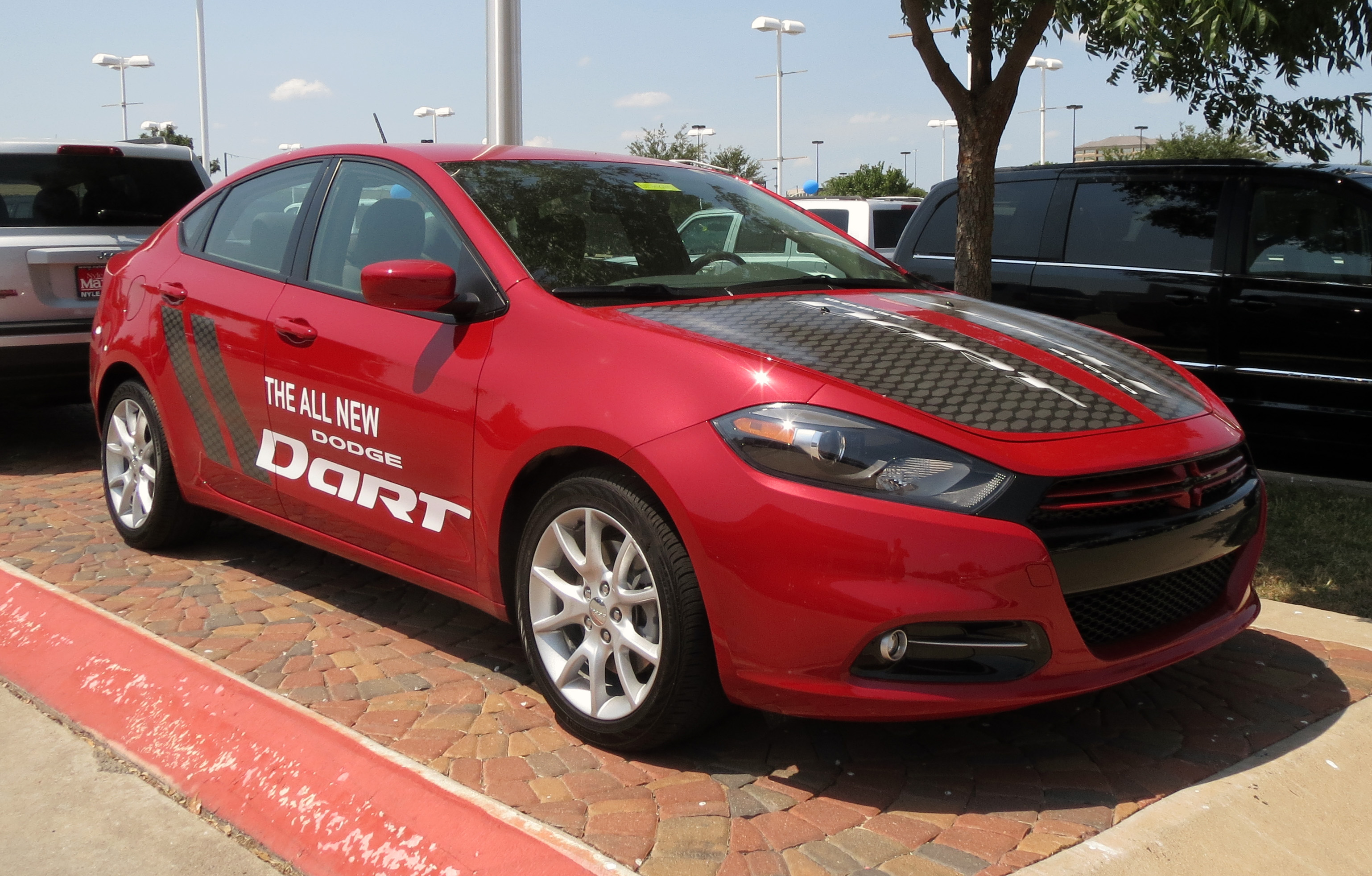
La Dodge Dart (2012), vettura che ha portato al debutto il pianale CUSW

Acronimo di Compact US Wide, dove US sta a identificare lo sviluppo e l'omologazione nei crash test per il mercato nord americano e wide determina l'aumento di dimensioni rispetto a una misura standard ("largo" in inglese), la variante CUSW è stata resa necessaria per adattare il pianale compact alle esigenze del mercato americano o più genericamente "extra europeo" dove berline a due volumi lasciano maggior spazio alle tre volumi compatte dette vetture compact, come appunto la Dodge Dart e la Fiat Viaggio. Il pianale, che raggiunge un passo di 2,7 metri, è direttamente derivato dalla versione "base" che ha esordito sulla Giulietta.. La CUSW è predisposta sia per trazione anteriore che integrale.
Vetture che usano questo pianale
- Dodge Dart (2012)
- Fiat Viaggio (2012)
- Fiat Ottimo (2013)
- Chrysler 200 (2014)
- Chrysler Pacifica (2016)

#### CUSW SUV

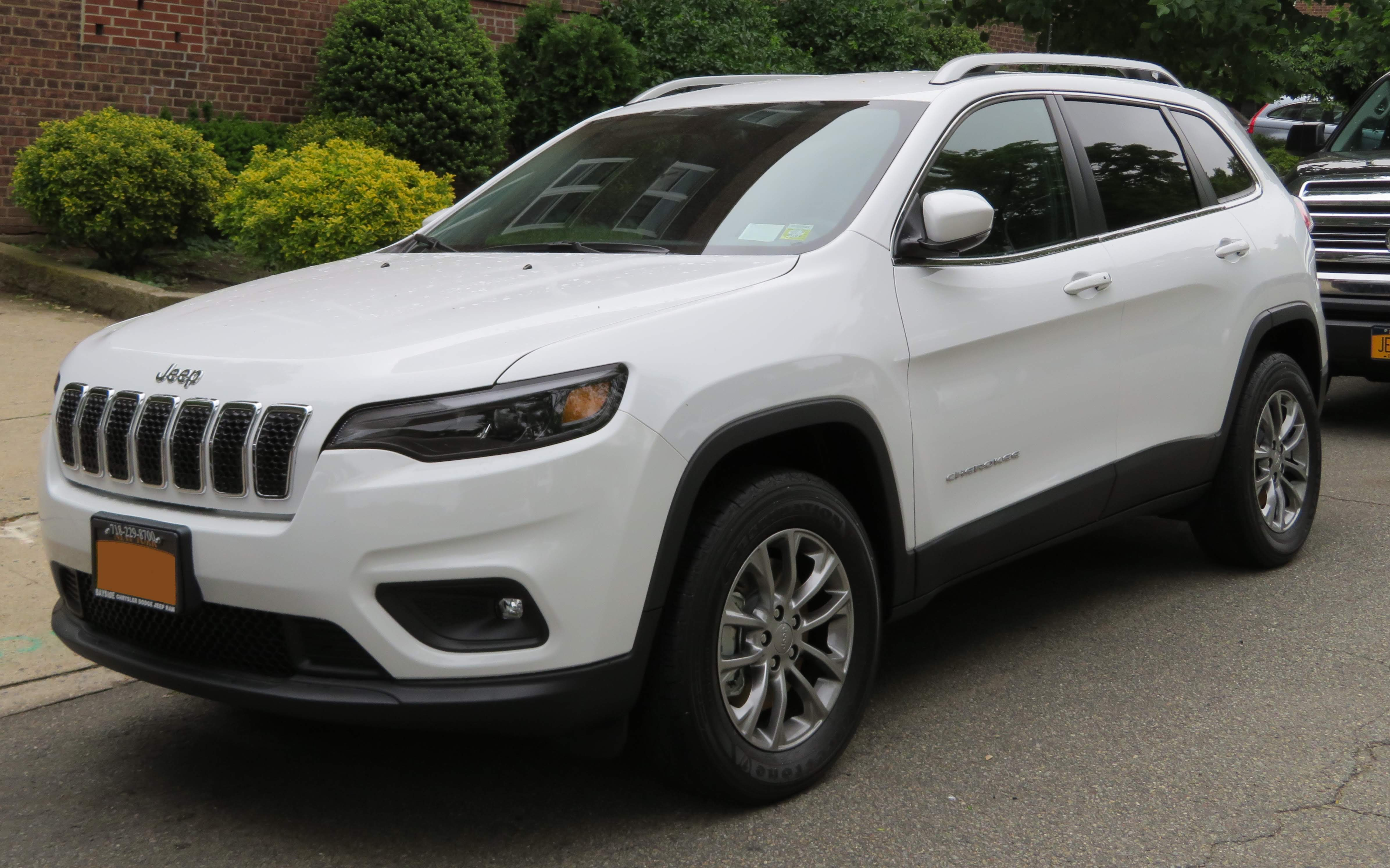
La Jeep Cherokee KL del 2013, vettura che ha portato al debutto la versione rialzata e allargata del pianale.

Inizialmente citata come "C-SUV" nei piani aziendali, in particolare riferiti ai marchi Jeep e Alfa Romeo, la piattaforma viene ufficialmente presentata nel 2013 come elaborazione fuoristradistica della CUSW. La Fiat pubblica infatti le prime informazioni su questa nuova versione della piattaforma in contemporanea al lancio sul mercato della nuova versione del Jeep Cherokee: la "KL". È destinata quindi a essere utilizzata per veicoli fuoristrada di dimensioni relativamente compatte e SUV di medie dimensioni. Per la realizzazione di questa piattaforma i tecnici Fiat hanno dovuto elaborare ulteriormente la CUSW al fine di permettere l'alloggiamento di motori di grosse dimensioni con architettura V6 e la trasmissione a nove rapporti, la trazione integrale e rialzare l'assetto. Il Cherokee presenta quindi un pianale sensibilmente più largo di Giulietta e Dart, con una lunghezza a cavallo fra le due.
Vetture che usano questo pianale
- Jeep Cherokee KL (2013)
- Jeep Grand Commander (2018)

## Sviluppi accantonati
La piattaforma Compact doveva essere ulteriormente sviluppata per reggere berline medie dal carattere sportivo e dare vita a un nuovo progetto erede del pianale Premium Alfa Romeo. Questa strada venne abbandonata in quanto si decise di allungare di ulteriori centimetri la piattaforma CUSW della Dart fino ad accogliere anche la seconda generazione della Chrysler 200. La Dodge Avenger viene accantonata e per l'Alfa Romeo Giulia, vero motivo della realizzazione di questo ulteriore step, si è scelta una piattaforma modulare completamente diversa, a trazione posteriore (e integrale), di nuova progettazione sviluppata presso la sede Maserati di Via Ciro Menotti a Modena: il Pianale Alfa Romeo Giorgio.